# نصف‌النهار ۶۰ درجه شرقی
نصف‌النهار ۶۰ درجه شرقی ۶۰مین نصف‌النهار شرقی از گرینویچ است که از لحاظ زمانی ۴ساعت و ۰دقیقه با گرینویچ اختلاف زمانی دارد.
این نصف‌النهار از قطب شمال شروع و از مناطق زیر گذشته و به قطب جنوب ختم می‌شود.
- روسیه
- اقیانوس هند
- ایران